# Astrid Fritz

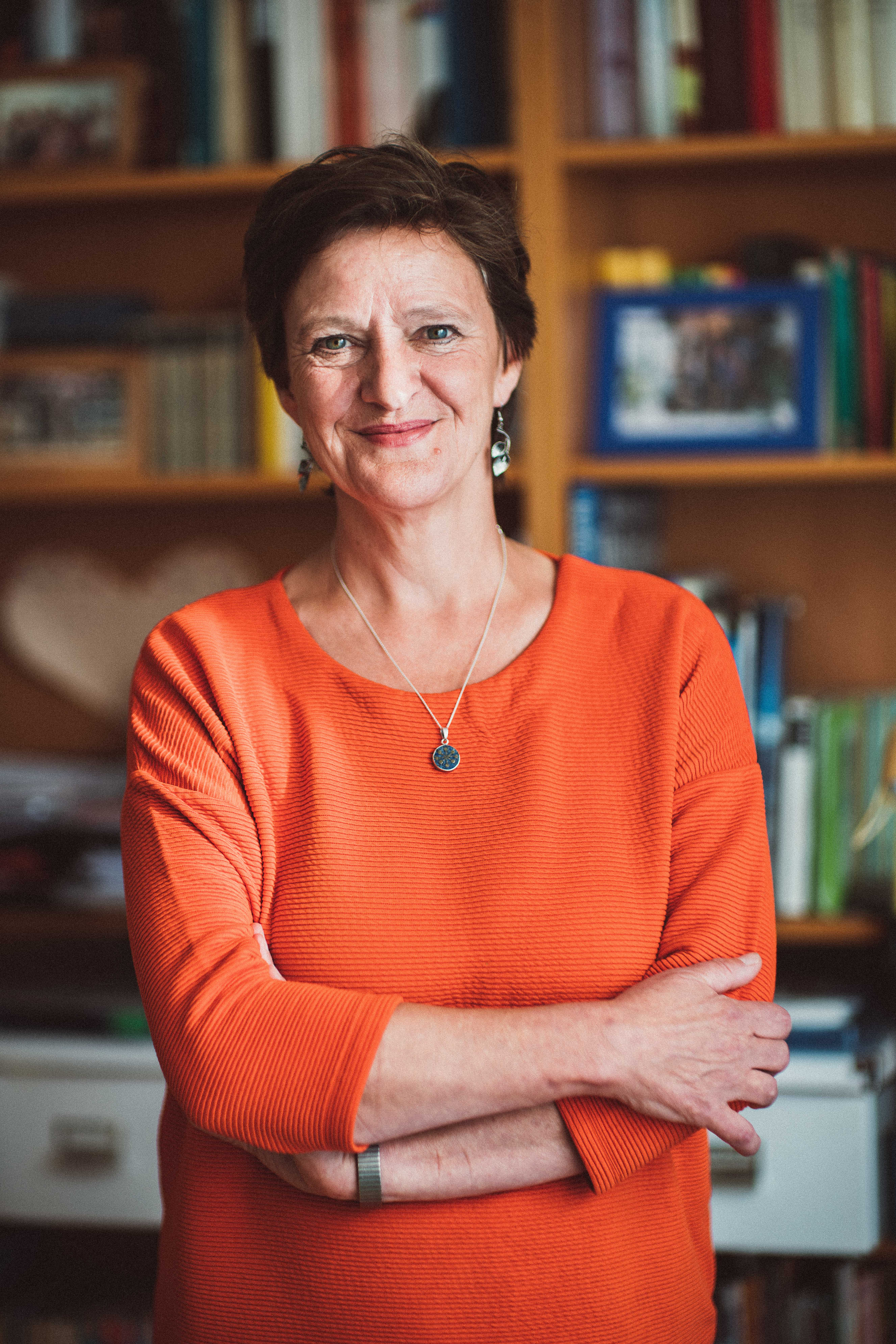
(2016)

Astrid Fritz (* 1959 in Pforzheim) ist eine deutsche Autorin.

## Biografie
Astrid Fritz ist in Pforzheim geboren und aufgewachsen. In München, Avignon und Freiburg im Breisgau studierte sie zunächst Tiermedizin, dann Theaterwissenschaft und schließlich Germanistik und Romanistik. Nach dem Studium arbeitete sie in Darmstadt als Fachzeitschriftenredakteurin, dann als Schulungsreferentin und nach ihrer Ausbildung zur EDV-Kauffrau als technische Redakteurin für ein Freiburger Softwarehaus. 1994 ging sie mit ihrer Familie für drei Jahre nach Santiago de Chile, wo sie als freie Mitarbeiterin für eine deutsch-chilenische Wochenzeitung schrieb und ihr erstes Romanmanuskript entstand. Inzwischen ist sie freiberufliche Texterin und Autorin und lebt mit ihrer Familie in Waiblingen bei Stuttgart.
Zusammen mit Bernhard Thill hat sie den Stadtführer Unbekanntes Freiburg verfasst. Bei der Recherche hierzu stieß sie auf die Lebensgeschichte der Catharina Stadellmenin, die 1599 als vermeintliche Hexe verbrannt, und machte sie zur Protagonistin ihres ersten Romans Die Hexe von Freiburg.
Mit den Folgebänden Die Tochter der Hexe und Die Gauklerin entstand eine Trilogie über drei Generationen in der Frühen Neuzeit.
Im April 2007 erschien ihr Roman Das Mädchen und die Herzogin. Im Mittelpunkt stehen die württembergische Herzogin Sabina und das Bauernmädchen Marie, vor dem historischen Hintergrund der ersten Bauernaufstände des "Armen Konrad" zu Beginn des 16. Jahrhunderts.

## Werke

### Stadtführer
- Unbekanntes Freiburg. Rombach Verlag, Freiburg i. Br 2004, ISBN 978-3-793-00879-8.

### Freiburg-Trilogie
- Die Hexe von Freiburg. Rowohlt, Reinbek 2003, ISBN 978-3-499-25211-2.
- Die Tochter der Hexe. Rowohlt, Reinbek 2004, ISBN 978-3-499-25212-9.
- Die Gauklerin. Rowohlt, Reinbek 2005, ISBN 978-3-499-25213-6.

### Begine Serafina-Reihe
- Das Aschenkreuz. Rowohlt, Reinbek 2013, ISBN 978-3-499-26649-2.
- Hostienfrevel. Rowohlt, Reinbek 2014, ISBN 978-3-499-26796-3.
- Das Siechenhaus. Rowohlt, Reinbek 2016, ISBN 978-3-499-26945-5.
- Tod im Höllental. Rowohlt, Reinbek 2017, ISBN 978-3-499-27347-6.
- Die Tote in der Henkersgasse. Reinbek 2019, ISBN 978-3-499-27654-5.
- Die Wölfe vor den Toren. Hamburg 2020, ISBN 978-3-499-00182-6.
- Der Totentanz zu Freiburg. Hamburg 2022, ISBN 978-3-499-00593-0.

### Sonstige Romane
- Das Mädchen und die Herzogin. Rowohlt, Reinbek 2007, ISBN 978-3-499-25214-3.
- Der Ruf des Kondors. Rowohlt, Reinbek 2007, ISBN 978-3-499-24511-4.
- Die Vagabundin . Rowohlt, Reinbek 2010, ISBN 978-3-499-24406-3.
- Die Bettelprophetin. Rowohlt, Reinbek 2010, ISBN 978-3-499-25250-1.
- Der Pestengel von Freiburg. Rowohlt, Reinbek 2011, ISBN 978-3-499-25747-6.
- Die Himmelsbraut. Rowohlt, Reinbek 2012, ISBN 978-3-499-25810-7.
- Wie der Weihnachtsbaum in die Welt kam. Rowohlt, Reinbek 2013, ISBN 978-3-499-26718-5.
- Henkersmarie. Kindler, Reinbek 2015, ISBN 978-3-463-40651-0.
- Unter dem Banner des Kreuzes. Wunderlich, Reinbek 2016, ISBN 978-3-805-25100-6.
- Die Räuberbraut. Wunderlich, Reinbek 2017, ISBN 978-3-805-20293-0.
- Der Hexenjäger. Rowohlt, Reinbek 2018, ISBN 978-3-499-27467-1.
- Der Turm aus Licht. Rowohlt, Hamburg 2020, ISBN 978-3-499-00119-2.
- Der dunkle Himmel. Rowohlt, Hamburg 2022, ISBN 978-3-499-00592-3.
- Die Magd des Medicus. Rowohlt, Hamburg 2023, ISBN 978-3-499-01062-0.